# Kai Manne Börje Siegbahn
Kai Manne Börje Siegbahn (n. 20 aprilie 1918, Lund, Malmöhus⁠(d), Suedia – d. 20 iulie 2007, Ängelholm, Comitatul Scania, Suedia) a fost un fizician suedez, laureat al Premiului Nobel pentru Fizică, în 1981, pentru contribuția sa în dezvoltarea spectroscopiei electronice de înaltă rezoluție. A primit jumătate din premiu, cealaltă fiind împărțită de Nicolaas Bloembergen și Arthur Schawlow.